# Akodon lindberghi
Akodon lindberghi је врста глодара из породице хрчкова (лат. Cricetidae). 

## Распрострањење
Ареал врсте је ограничен на једну државу. Бразил је једино познато природно станиште врсте.

## Станиште
Станиште врсте је травна вегетација.

## Угроженост
Подаци о распрострањености ове врсте су недовољни.